# Sulgen
Sulgen est une commune suisse du canton de Thurgovie.

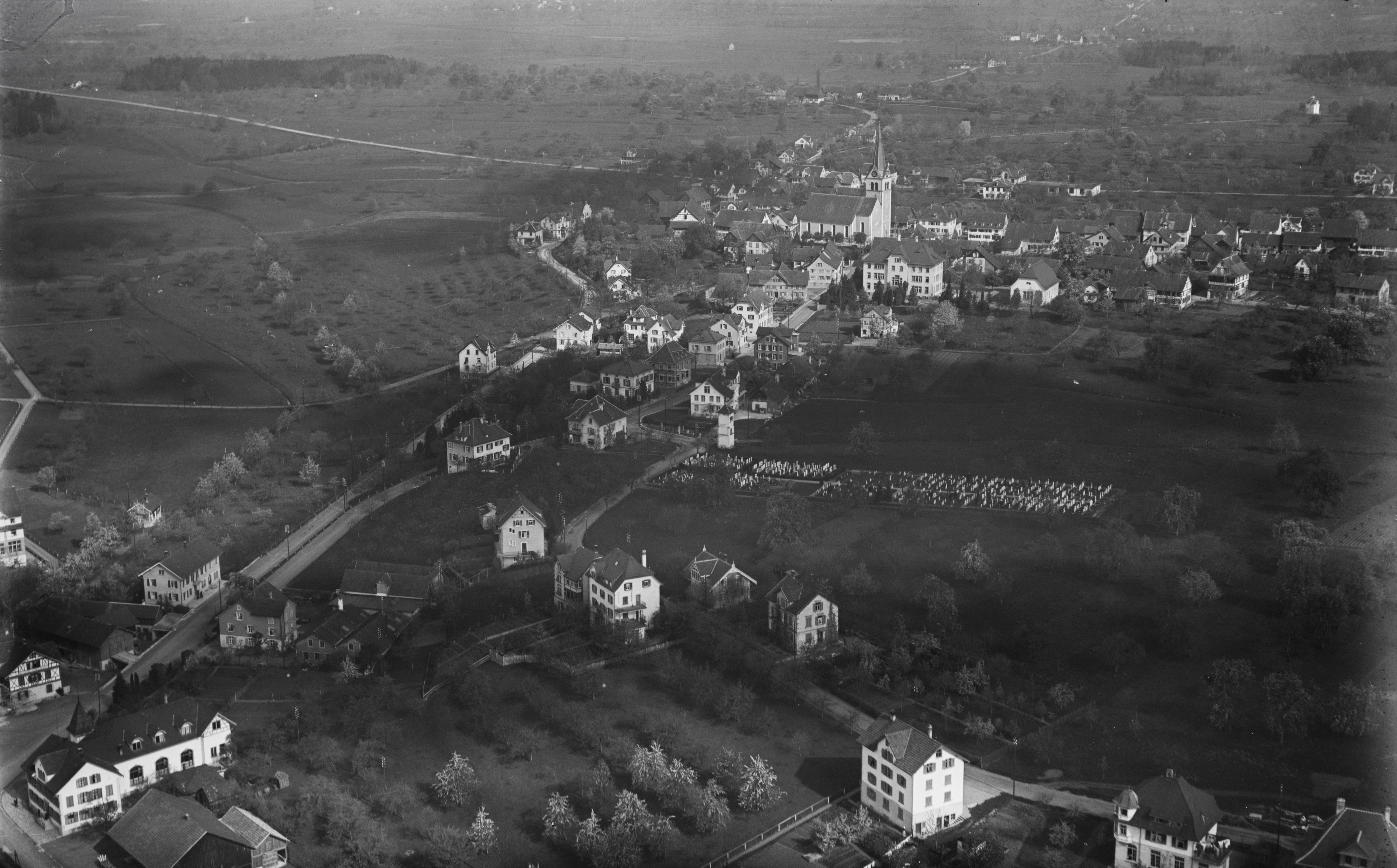
Photo aérienne prise à 300 m par Walter Mittelholzer (1923)